# Тёмные аллеи (фильм)
«Тёмные алле́и» — художественный фильм 1991 года по мотивам рассказов Ивана Бунина. Фильм характеризовали, как «попытку экранизировать чуть ли не всю лирическую прозу Бунина сразу».

## Сюжет
Супруги направляются в Крым отдыхать. Не доехав до Подольска, поезд останавливается. Основной действующий персонаж рассказывает жене, что в юности на каникулах он жил в усадьбе, расположенной неподалёку. Время вынужденной стоянки поезда заполняется его рассказом о романе с дочерью владельца усадьбы.

## В ролях
- Ольга Богачёва — Руся
- Вадим Любшин — Он в юности (репетитор) — в титрах Дмитрий Любшин
- Александр Мартынов — Он (Дмитрий Алексеевич)
- Ирина Акулова — Мать Руси
- Мария Глазкова — Алёнка
- Любовь Фруктина — Елена Всеволодовна (пассажирка)
- Олег Буданков — офицер в поезде
- Ирина Полянская — нет в титрах
- Николай Денисов — эпизод
- Фёдор Валиков — Виктор Карлович (старик в поезде)
- Анна Быстрова — Она (Ольга Генриховна)
- Мария Солодовникова — Катя (девочка)
- Вячеслав Богачёв — эпизод
- Анатолий Лиховицкий — отец Руси
- Сережа Морозов — Петя
- Михаил Нейгум — протоирей
- Александр Мельников — староста
- Екатерина Карасийчук — Катенька (пассажирка)

## Съёмочная группа
- Авторы сценария: Вячеслав Богачёв, Геннадий Кирьяненко
- Режиссёр: Вячеслав Богачёв
- Оператор: Владимир Лучук
- Художник: Ольга Богачёва
- Композитор: Владимир Мартынов